# جوركا لابوردا
جوركا لابوردا (بالإسبانية: Gorka Laborda)‏ (13 أبريل 1989 ببنبلونة في إسبانيا - ) هو لاعب كرة قدم إسباني في مركز الهجوم. لعب مع أتلتيك بيلباو ب وبينيا سبورت وديبورتيفو ألافيس وBenidorm CF ‏.

## روابط خارجية
- جوركا لابوردا على موقع قاعدة بيانات كرة القدم.إي يو (الإنجليزية)
- جوركا لابوردا على موقع Soccerway.com (الإنجليزية)